# Ellobius tancrei
Ellobius tancrei là một loài động vật có vú trong họ Cricetidae, bộ Gặm nhấm. Loài này được Blasius mô tả năm 1884.